# Кукуї
Куку́ї (Кукуй, рос. Кукуи) — присілок у Воткінському районі Удмуртії, Росія.
Населення становить 704 особи (2010, 665 у 2002).
Національний склад (2002):
- росіяни — 56 %
- удмурти — 42 %

Урбаноніми:
- вулиці — Молодіжна, Радянська, Сонячна, Шкільна